# Стара друмска механа породице Младеновић
Стара друмска механа породице Младеновић се налази у Сараорцима, месту у општини Смедерево. Подигнута је у првој половини 19. века, претпоставља се пре 1830. године и представља непокретно културно добро као споменик културе од великог значаја.

## Историја и изглед
Стара механа је добро очуван примерак друмске механе и првобитно је била мензулана, која је у турској царевини служила као поштанска станица у којој су се чували одморни коњи за татаре-поштаре. Механа је приземна, димензија 30x15 m, подигнута уз некадашњи Цариградски друм. Саграђена је у бондручном конструктивном систему, са двоводним кровом покривеним ћерамидом. Има осам просторија, два ходника и трем централног типа, са лажном моравском аркадом. Лукове аркаде носи седам дрвених стубова са мањим проширењима у горњем делу, без детаља и профилације. 
Механа је дуго била власништво угледне породице Младеновић из које потичу народни херој Света Младеновић (1916—1942) и песник Танасије Младеновић (1913—2003), о чему сведочи и спомен-плоча на фасади зграде.

### Спомен-плоча
Поводом 30-е годишњице ослобођења Сараораца у Другом светском рату, 14. октобра 1974. године на кући је подигнута спомен-плоча породици Младеновић, са натписом: 
Ово је кућа
ЈЕЛЕНЕ И МИЛАНА МЛАДЕНОВИЋА,
активних учесника народноослободила-
чког покрета Југославије који су
1941. године кренули у НОБ;
Нар. хероја СВЕТОМИРА МЛАДЕНОВИЋА,
заменика пол. комесара Орашке чете
који је погинуо у Тулежу 22. II 1942. године;
Књижевника ТАНАСИЈА МЛАДЕНОВИЋА,
пол. комесара Другог шумадијског одреда;
АНДРЕ МЛАДЕНОВИЋА, борца Орашке
чете, који је погинуо 1942. године;
РАДОЈКЕ МЛАДЕНОВИЋ ЂУЛИЋ, члана
КПЈ од 1936. год, која је погинула
у Пријепољу 4. XII 1943. године;
МИЛЕНЕ МЛАДЕНОВИЋ МИЋИЋ, партиза-
нског партијског радника Орашачке чете;
РАДМИЛЕ МЛАДЕНОВИЋ, борца космај-
ског одреда
У овој кући формирана је почетком маја
1941. године прва ћелија КПЈ у Сараорцима
У Сараорцима, 14. октобра 1974. г.
у част Дана ослобођења Сараораца